# Lista de eventos pay-per-view e transmissão ao vivo da TNA
Esta é uma lista de eventos pay-per-view (PPV) realizados pela promoção de luta profissional americana Total Nonstop Action Wrestling.
Desde o início, a principal produção do Total Nonstop Action Wrestling foi um programa semanal de duas horas transmitido exclusivamente em pay-per-view. Seu primeiro evento foi realizado em 19 de junho de 2002 em Huntsville, Alabama; o último desses programas foi ao ar em 8 de setembro de 2004. Logo após o lançamento de seu principal programa de televisão semanal, Impact!, em 4 de junho de 2004, a promoção começou a produzir eventos pay-per-view mensais, ao vivo, de três horas; o primeiro desses eventos, Victory Road, foi ao ar em 7 de novembro de 2004. Esses eventos foram inicialmente realizados no Impact Zone em Orlando, Flórida.
Em janeiro de 2013, a programação mensal de eventos do Impact foi reformulada para se concentrar em quatro PPV trimestrais (posteriormente reduzidos para dois eventos por ano, de 2015 a 2017). No lugar dos eventos mensais, a TNA começou a produzir a série TNA One Night Only de especiais gravados que foram ao ar por provedores de pay-per-view. Estes, por sua vez, seriam sucedidos a partir de 2019 pelo Especiais Mensais TNA+, que estão diretamente ligados às histórias que levam aos eventos PPV da promoção.

## Eventos pay-per-view semanais (2002–2004)

### Eventos da Total Nonstop Action Wrestling

#### 2024
|  | Evento exclusivo da TNA+ |  | Evento exclusivo da Triller TV |

| Data            | Evento       | Local               | Localização              | Evento principal                                          | Notas          |
| --------------- | ------------ | ------------------- | ------------------------ | --------------------------------------------------------- | -------------- |
| 13 de janeiro   | Hard To Kill | Palms Casino Resort | Paradise, Nevada         | Alex Shelley (c) vs. Moose for the TNA World Championship |                |
| 23 de fevereiro | No Surrender | Alario Center       | Westwego, Louisiana      | TBD                                                       | Exclusivo TNA+ |
| 8 de março      | Sacrifice    | St. Clair College   | Windsor, Ontario, Canadá | TBD                                                       | Exclusivo TNA+ |
| 20 de abril     | Rebellion    | Palms Casino Resort | Paradise, Nevada         | TBD                                                       |                |

|  |  |  |  |  |  |